# 德辜拉辜賴
德辜拉辜賴（排灣語：Tjekuljakuljai），是台灣排灣族射不力社（Sapediq，位於今屏東縣獅子鄉）神話中的人物，為世界上第一個死去的人類，也是人類死亡的源頭。

## 傳說
據說在太古時代，人類不管活多久都不會死，活到三、四百歲都大有人在，但身體上的老化也不會停止。其中，德辜拉辜賴老到身體像鳥那樣小、還完全動不了、說不出話，家人不只每天都要照顧他，下田的時候孩子們也因為害怕他而不敢看家，覺得很麻煩，最後挖了一個洞將他活埋、使他徹底死亡。德辜拉辜賴的靈魂因為死後寂寞，所以給人類降下了疾病，讓活人死後來服侍自己，人類因此開始會死亡。